# Curaçao (Schiff, 1826)
Die Curaçao war ein Kanonenboot der niederländischen Marine aus der ersten Hälfte des 19. Jahrhunderts. Das als Raddampfer beziehungsweise Segeldampfer ausgelegte Schiff war ursprünglich unter dem Namen Calpe im Frühjahr 1825 für die American and Colonial Steam Navigation Company auf der Werft von J. H. & J. Duke im englischen Dover auf Kiel gelegt worden. Allerdings verkaufte die American and Colonial Steam Navigation Company den Segeldampfer kurz nach dem Stapellauf im September 1825 für 11.500 £ (inflationsbereinigt im Jahr 2024 knapp £ 940.000) an die niederländischen Marine, die das Schiff schließlich im Oktober 1826 als Kanonenboot und unter dem neuen Namen Curaçao, benannt nach der gleichnamigen Insel, in Dienst stellte. Die Curaçao war das erste dampfgetriebene Kriegsschiff der niederländischen Marine und zugleich auch das erste niederländische Dampfschiff, das im Jahr 1827 eine Atlantiküberfahrt vornahm. Das Schiff wurde nach rund 20 Jahren Dienstzeit 1848 außer Dienst gestellt.

## Technische Daten
Die Curaçao besaß einen hölzernen Rumpf und war maximal 39,80 Meter lang. Die Breite des Rumpfes selbst lag bei 8,20 Meter, über den beiden seitlichen Radkästen lag sie bei 13,69 Meter. Der durchschnittliche Tiefgang betrug 4,10 Meter, wuchs allerdings bei voller Beladung auf 4,96 Meter an. Das Schiff besaß eine Gaffelschoner-Takelage und drei Masten, wobei die Segelfläche bei insgesamt rund 600 Quadratmetern lag; die Höchstgeschwindigkeit unter Segeln lag bei rund 12 Knoten (22 km/h). Die Maschinenanlage der Curaçao bestand aus zwei kohlenbefeuerten Dampfkesseln (wobei die beiden Kessel zusammen rund 100 Tonnen wogen) sowie einer liegenden beziehungsweise horizontal eingebauten 2-Zylinder-Seitenhebel-Dampfmaschine der englischen Firma Maudslay. Die Maschine leistete maximal etwa 150 PSi, womit das Schiff eine Höchstgeschwindigkeit von 8 Knoten (rund 15 km/h) erreichen konnte. Die Schaufelräder besaßen jeweils 14 Schaufelblätter und konnten mit bis zu 22 Umdrehungen pro Minute gefahren werden. Eine Besonderheit war, dass die Räder von der Radwelle entkoppelt werden konnten (somit frei drehen konnten), dies war hilfreich wenn die Maschine abgeschaltet war oder gewartet werden musste oder wenn nur unter Segeln gefahren wurde. Der Kohlenvorrat lag bei etwa 95 Tonnen.
Nach der Indienstnahme durch die Niederländer wurde die Curaçao mit zwei leichten 12-Pfünder-Karronaden bewaffnet und als Kriegsschiff deklariert. Nach der Beendigung der Transatlantikfahrten wurde diese Bewaffnung deutlich verstärkt und das Schiff führte vermutlich ab 1830 fünf 36-Pfünder-Geschütze sowie zwei kleine 6-Pfünder-Kanonen.

## Dienstzeit
Das Kanonenboot kam zunächst als Postschiff (niederländisch: stoompakket) nach den niederländischen Kolonien in der Karibik beziehungsweise in Westindien zum Einsatz. Am 26. April 1827 lief das Schiff unter dem Kommando von Luitenant J. W. Moll von Hellevoetsluis zu seiner ersten Atlantiküberquerung aus, Ziel waren die Kolonialgebiete in Niederländisch-Guayana. Diese Reise, die Distanz betrug über 4.000 Seemeilen, konnte in 28 Tagen bewältigt werden, während im Normalfall Segelschiffe zu dieser Zeit rund 40 Tage benötigt hätten. Allerdings traten während der Überfahrt mehrfach Störungen an der Maschinenanlage auf, so gingen Schaufelblätter an den Schaufelrädern verloren und mussten noch auf See ersetzt werden und entstanden Leckagen an den Kesseln. Auch mussten diese teils wegen Überhitzung abgeschaltet werden. Diese technischen Schwierigkeiten bedingten es, dass mehr als die Hälfte der Fahrtzeit unter Segeln bewältigt werden musste. Insgesamt lag die Durchschnittsgeschwindigkeit bei dieser Reise bei etwa sechs Knoten, wobei während dieser ersten Atlantiküberquerung eines niederländischen Dampfschiffes an elf Tagen unter Dampf gefahren wurde. Anfang Juli 1827 trat die Curaçao von den Niederländischen Antillen aus die Rückreise nach Europa an und erreichte am 4. August 1827 wieder Rotterdam.
In den Jahren 1828 und 1829 erfolgten zwei weitere Atlantiküberquerungen der Curaçao, wobei während der zweiten Fahrt die Reisezeit auf 25 Tage reduziert werden konnte, davon 13 Tage kontinuierlich unter Dampf, also mehr als die Hälfte der Fahrtzeit. Es zeigte sich allerdings während dieser Fahrten auch, dass die Maschinenanlage noch nicht vollständig ausgereift war – so traten hinsichtlich der Kessel beständig Probleme mit Salzablagerungen, Überhitzung und Leckagen auf und brachen Schaufelblätter an den Schaufelrädern. Aus diesem Grund, auch wenn die Fahrten über den Atlantik durchaus als frühe Erfolge der Dampfschifffahrt zu werten sind, wurde die Curaçao nach 1830 fast nur mehr in heimischen Gewässern als Patrouillen- und Depeschenschiff eingesetzt, wobei der Raddampfer auch regelmäßig London und andere britische Häfen anlief. Im Jahr 1848 (oder bereits 1846?) wurde die Curaçao schließlich außer Dienst gestellt und in Rotterdam aufgelegt. Vermutlich wurde das Schiff spätestens um 1850 abgewrackt.